# Bhutanitis nigrilima
Espèce
Statut CITES
Bhutanitis nigrilima est une espèce de papillons de la famille des Papilionidae, de la sous-famille des Parnassiinae et du genre Bhutanitis.

## Systématique
Bhutanitis nigrilima a été décrit par Io Chou (d), en 1992.
Toutefois, selon Zhizhong Zhang, Zhicheng Jiang et Zhengyang Wang en 2019, cette espèce serait un synonyme de Bhutanitis thaidina.

## Biologie
Sa biologie est encore très peu connue.

### Plantes hôtes
Ses plantes hôtes sont des aristoloches (Aristolochia).

## Protection
Comme tous les Bhutanitis, ce papillon est sur la liste de la convention sur le commerce international des espèces de faune et de flore sauvages menacées d'extinction (CITES).

## Publication originale
- (zh) Io Chou (d), « A study on the rare butterflies of the genus bhut anitis (Lepidoptera: papilionidae) with descriptions of two new species », Entomotaxonomia, vol. 14, no 1,‎ 1er janvier 1992, p. 51-54 (ISSN 1000-7482, lire en ligne, consulté le 2 février 2021).